# Tocumwal Airport
Tocumwal Airport är en flygplats i Australien. Den ligger i kommunen Berrigan och delstaten New South Wales, i den sydöstra delen av landet, omkring 560 kilometer sydväst om delstatshuvudstaden Sydney. Tocumwal Airport ligger 114 meter över havet.
Runt Tocumwal Airport är det mycket glesbefolkat, med 4 invånare per kvadratkilometer.. Närmaste större samhälle är Finley, omkring 18 kilometer norr om Tocumwal Airport. 
Trakten runt Tocumwal Airport består till största delen av jordbruksmark. Genomsnittlig årsnederbörd är 633 millimeter. Den regnigaste månaden är februari, med i genomsnitt 80 mm nederbörd, och den torraste är november, med 32 mm nederbörd.